# Handle with Care (film, 1935)
Pour les articles homonymes, voir Handle with Care.
Pour plus de détails, voir Fiche technique et Distribution.
Handle with Care est un film britannique réalisé par Randall Faye, sorti en 1935.

## Fiche technique
- Titre français : Handle with Care
- Réalisation : Randall Faye
- Scénario : Randall Faye
- Pays d'origine : Royaume-Uni
- Format : Noir et blanc - 1,37:1 - Mono
- Genre : comédie
- Date de sortie : 1935

## Distribution
- Molly Lamont : Patricia
- Jack Hobbs : Jack
- James Finlayson : Jimmy
- Henry Victor : Comte Paul
- Vera Bogetti : Fifi
- Margaret Yarde : Mme Tunbody
- Toni Edgar-Bruce : Lady Deeping